# Sveti Konstantin i Elena
Sveti Konstantin i Elena (cyrilicí Свети Константин и Елена), v českém překladu Svatí Konstantin a Helena,[zdroj?] je černomořské letovisko nacházející se mezi Varnou a Zlatými Písky v Bulharsku. Do roku 1990 se město jmenovalo Družba (cyrilicí Дружба).
Ve městě se nachází klášter sv. Konstantina a sv. Heleny z 16. století.
Město je známé zejména jako přímořské letovisko s písečnými plážemi a lázněmi využívajícími tamější termální prameny.